# Planetenweg Uetliberg

Karte des Planetenwegs

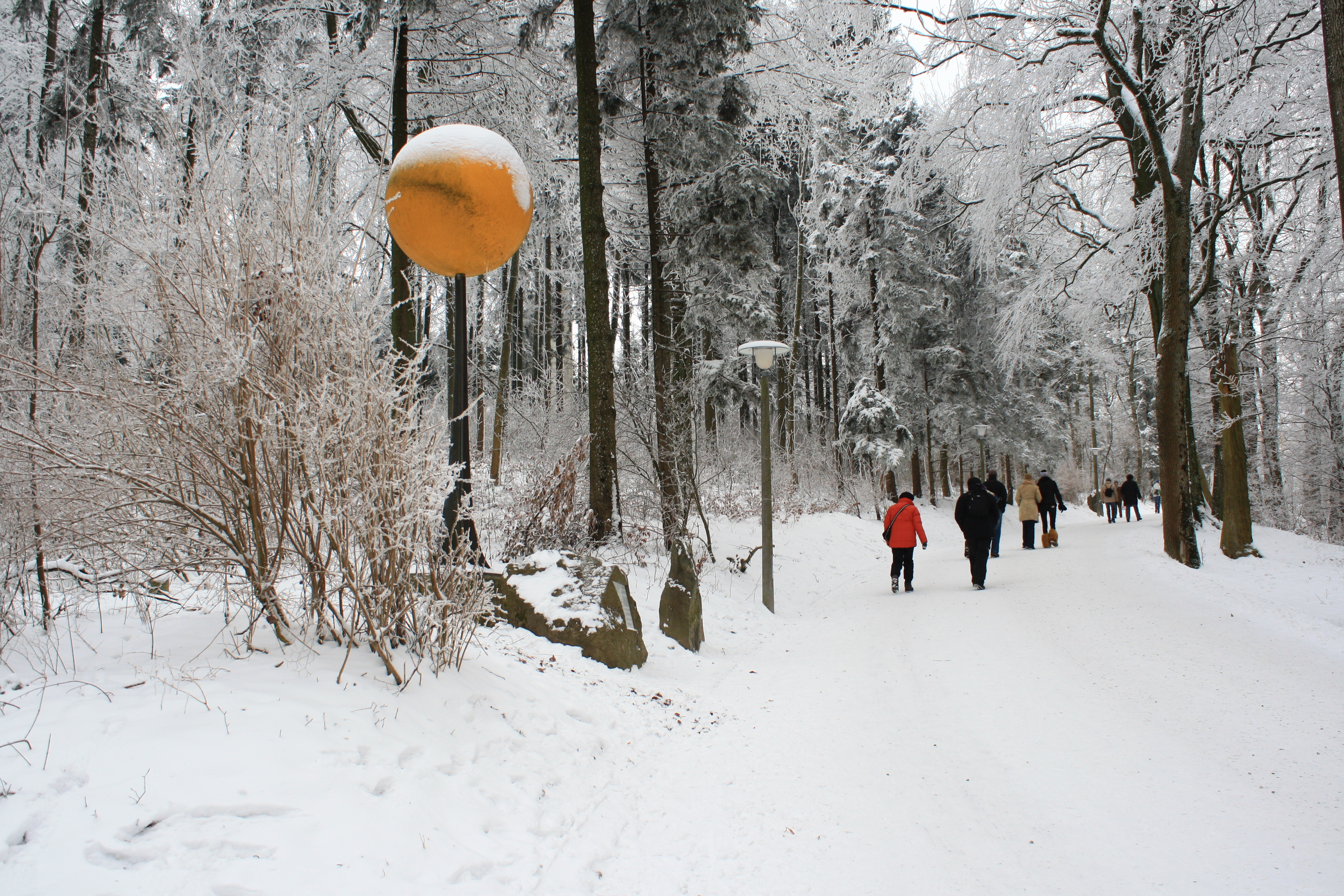
Die Sonne im Winter

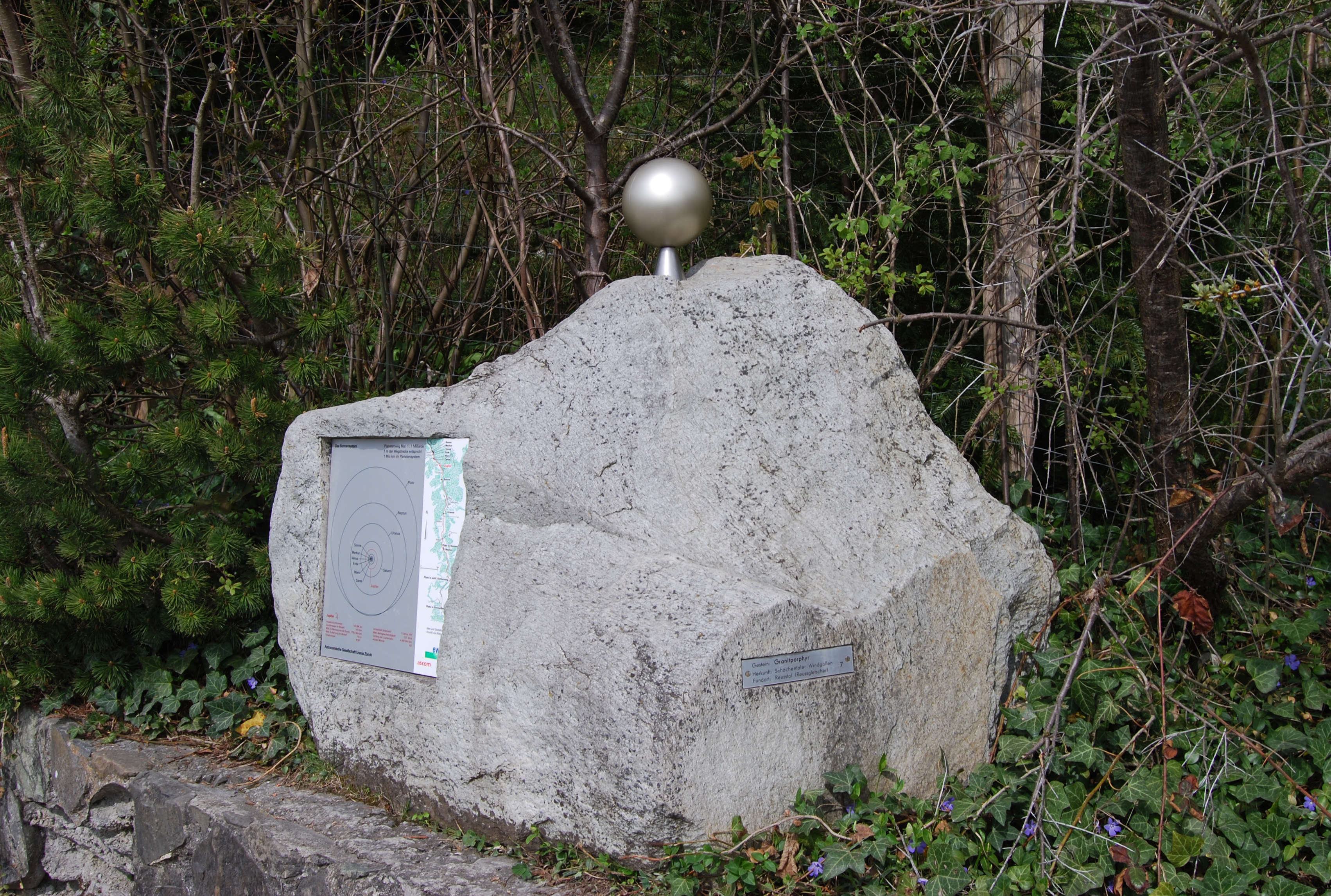
Reussgletscher-Findling mit Jupitermodell

Der Planetenweg Uetliberg–Felsenegg ist ein Wanderweg im Kanton Zürich auf dem Albis. Der Weg führt vom Bahnhof Uetliberg der Uetlibergbahn nach Staffel, Annaburg, oberhalb der Fallätsche über Mädikon zur Station Felsenegg der Luftseilbahn Adliswil–Felsenegg, über Felsenegg bis zur Buchenegg. Die Dauer der Wanderung beträgt etwa zwei Stunden.
Der Weg wurde von Arnold von Rotz konzipiert und am 26. April 1979 eröffnet. Das Patronat übernahm die Astronomische Gesellschaft Urania Zürich. Inzwischen ist er als hindernisfreier Weg mit der Nummer 893 (Albisgrat-Höhenweg) markiert.

## Konzept
Der Weg ist in einem Massstab von 1:1 Milliarde angelegt und bietet so eine anschauliche Darstellung der Grössen und Distanzen im Sonnensystem. Ein Meter des Modells entspricht einer Million Kilometer in der Realität. Der Planetenweg beinhaltet nicht nur die Planeten Merkur, Venus, Erde, Mars, Jupiter, Saturn, Uranus und Neptun, sondern auch die Zwergplaneten Ceres und Pluto. 
Die Planetenmodelle sind am Weg an Findlingen des Linth- oder des Reussgletschers angebracht. Die kleineren Planetenmodelle wurden in Glas eingegossen und in eine Nische des Findlings eingelassen, die grösseren auf der Spitze des Findlings befestigt. An jedem Planeten informiert eine Tafel über dessen Lage im Sonnensystem und zusätzliche Angaben wie Äquatordurchmesser, Rotationsgeschwindigkeit, Umlaufgeschwindigkeit, Bahnumfang und Ähnliches. Als Modell der Sonne wurde eine gelbe Kugel mit 1,39 Meter Durchmesser auf einem Mast angebracht, die von den ersten Planetenmodellen aus gut zu sehen ist.
Zwergplanet Pluto ist wegen seiner stark elliptischen Bahn mit drei Stationen vertreten: Die erste Position entspricht dem Perihel, dabei liegt er noch vor dem Neptun. Die zweite Position bei Felsenegg entspricht der mittleren Entfernung und die dritte Station nahe Buchenegg dem Aphel.
Der nächste Stern, Proxima Centauri, wäre im selben Massstab rund 40'113 Kilometer entfernt (zum Vergleich: der Erdumfang beträgt rund 40'030 Kilometer).

## Findlingsarten
| Nummer | Gestirn             | Gesteinsart                | Herkunft                 | Fundort                       |
| ------ | ------------------- | -------------------------- | ------------------------ | ----------------------------- |
| —      | Sonne               | Grobkörniger Sandstein     | Mittleres Reusstal       | Reusstal (Reussgletscher)     |
| 1      | Sonne               | Chloritgneis mit Quarzader | Aarmassiv                | Reusstal (Reussgletscher)     |
| 2      | Merkur              | Verrucano                  | Glarnerland              | Sihltal (Linthgletscher)      |
| 3      | Venus               | Malmkalk                   | Unteres Glarnerland      | Sihltal (Linthgletscher)      |
| 4      | Erde                | Verrucano                  | Glarnerland              | Albisgrat (Linthgletscher)    |
| 5      | Mars                | Granit mit Aplitgängen     | Aarmassiv                | Reusstal (Reussgletscher)     |
| 6      | Ceres               | Verrucano                  | Glarnerland              | Sihltal (Linthgletscher)      |
| 7      | Jupiter             | Granitporphyr              | Schächentaler Windgällen | Reusstal (Reussgletscher)     |
| 8      | Saturn              | Verrucano                  | Glarnerland              | Sihltal (Linthgletscher)      |
| 9      | Uranus              | Triassandstein             | Mittleres Reusstal       | Reusstal (Reussgletscher)     |
| 10     | Pluto (Sonnennähe)  | Helvetischer Kieselstein   | Unteres Glarnerland      | Sihltal (Linthgletscher)      |
| 11     | Neptun              | Granitgneis                | Aarmassiv                | Reusstal (Reussgletscher)     |
| 12     | Pluto               | Verrucano                  | Glarnerland              | Pfannenstiel (Linthgletscher) |
| —      | Pluto               | Verrucano                  | Glarnerland              | Sihltal (Linthgletscher)      |
| 13     | Pluto (Sonnenferne) | Molassesandstein           | Oberes Sihltal           | Sihltal (Linthgletscher)      |

## Galerie

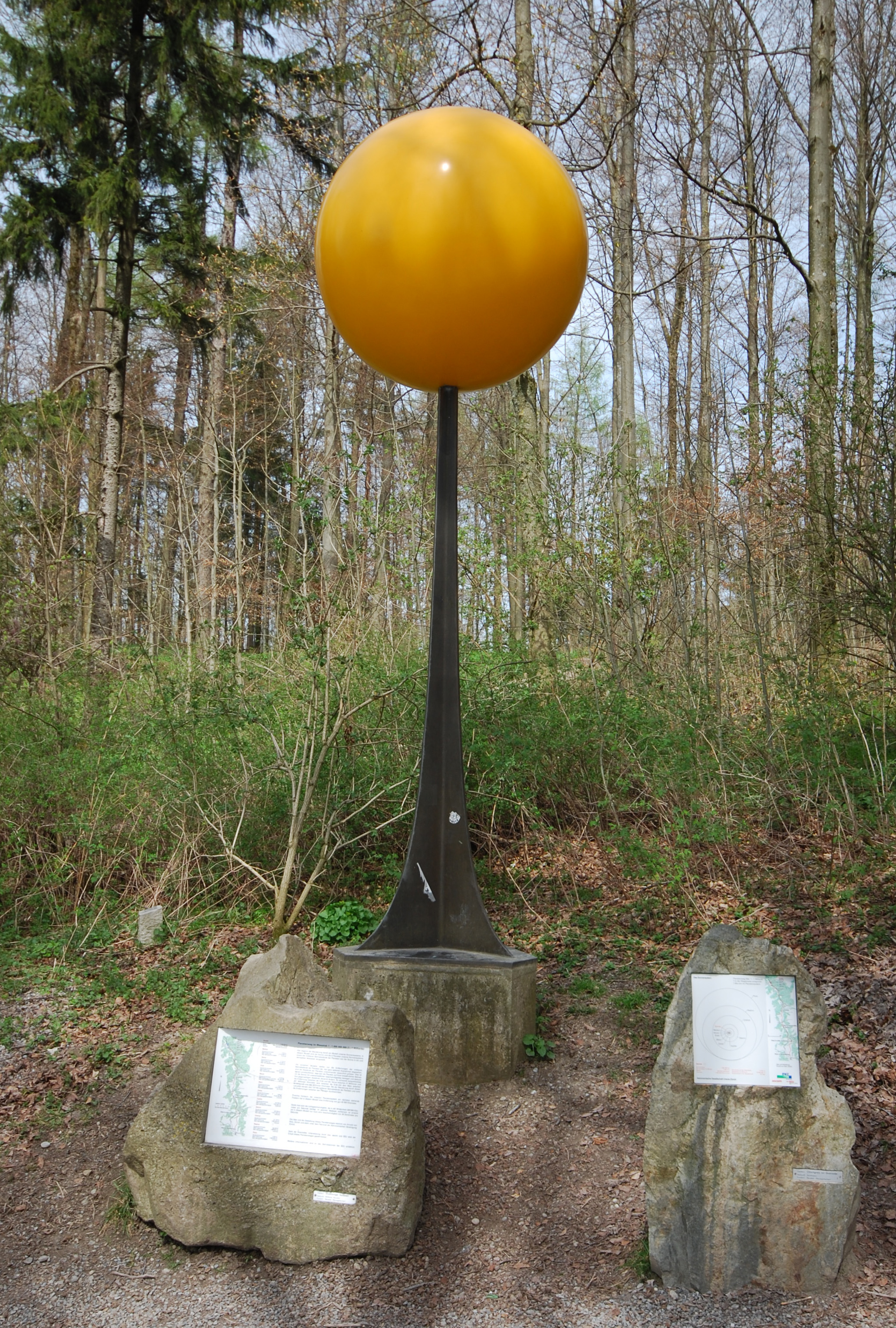
Sonnenmodell mit zwei Reussgletscher-Findlingen
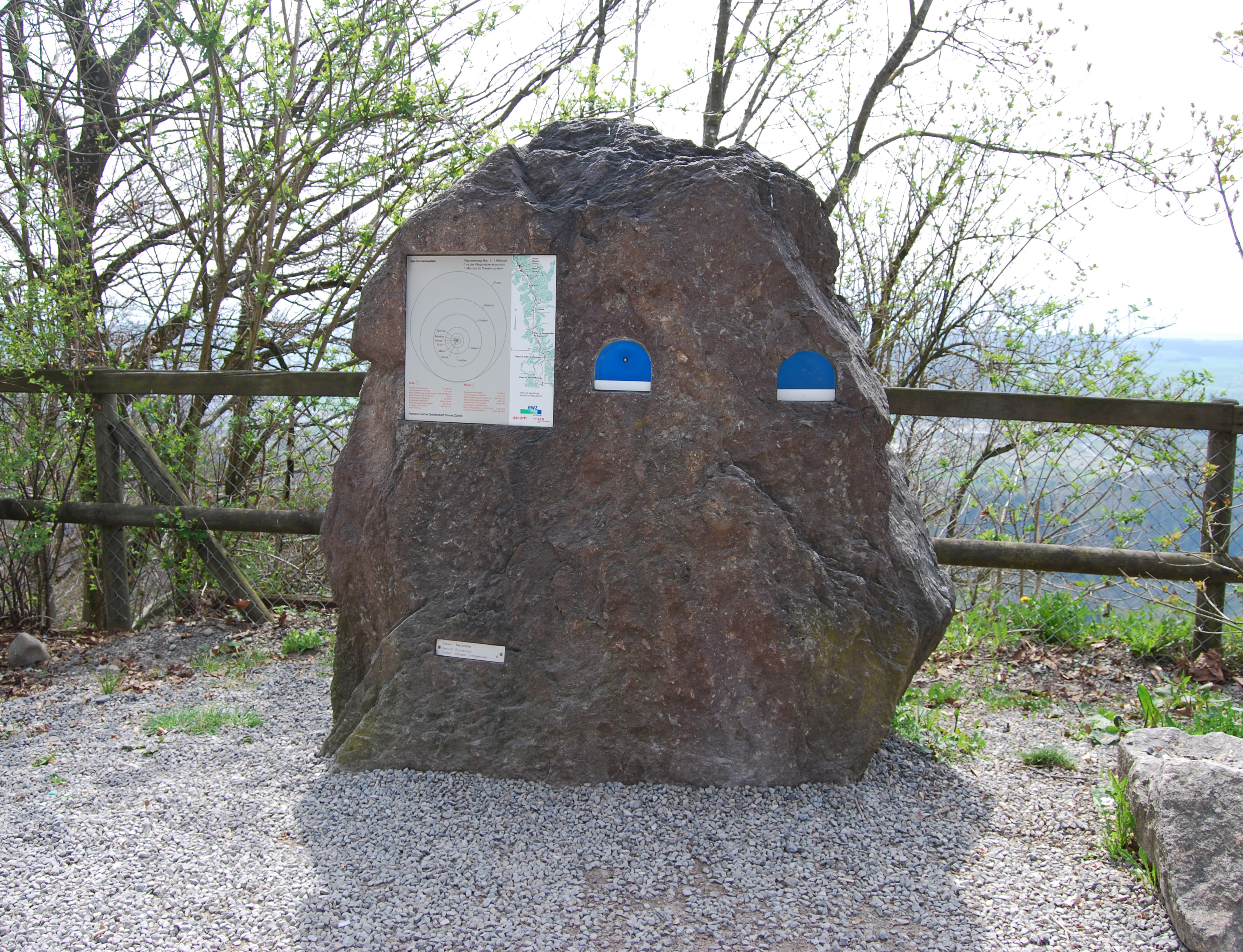
Linthgletscher-Findling mit Nische für die Erde und den Mond
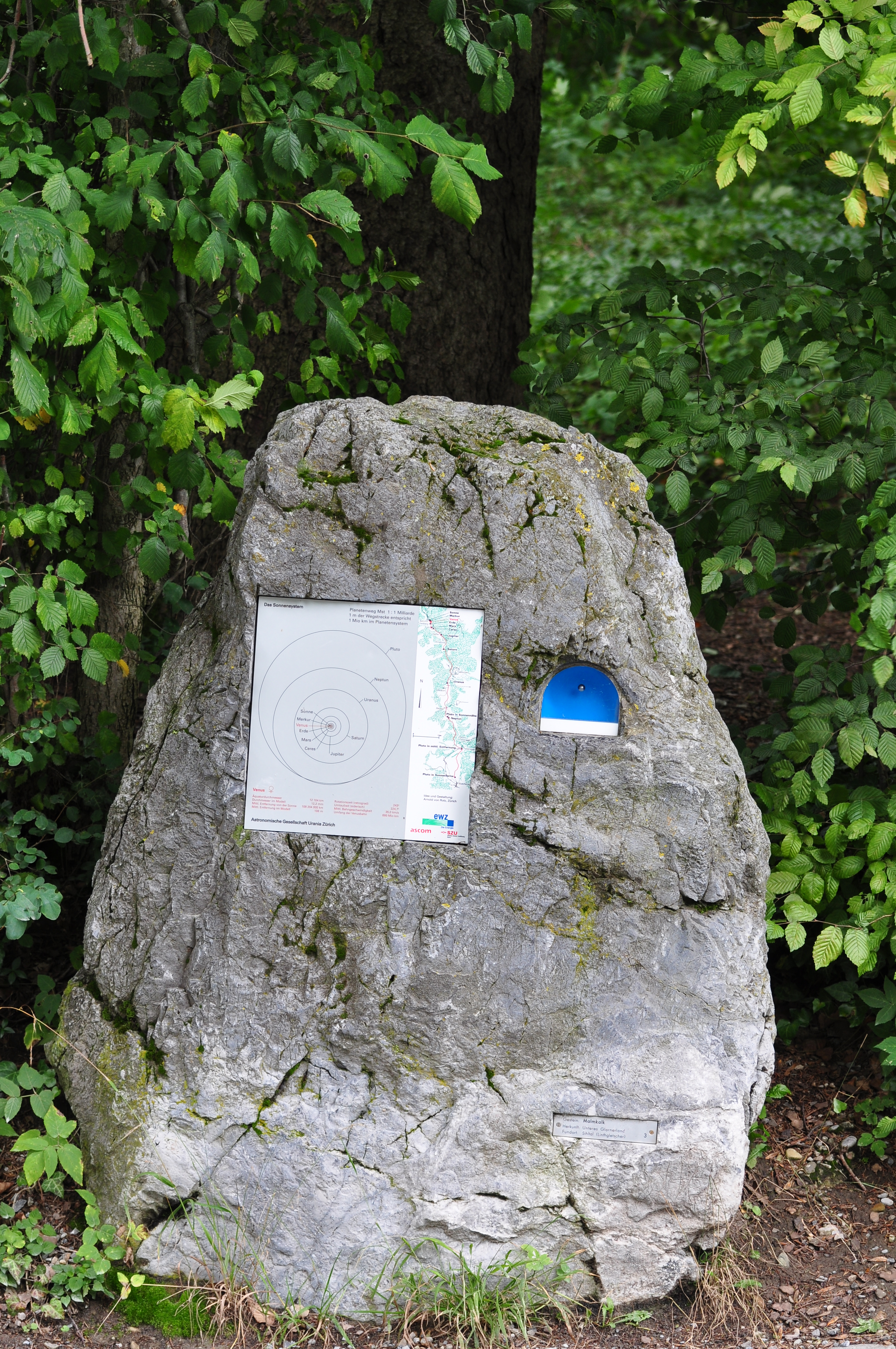
Venusmodell in einem Malmkalkfindling
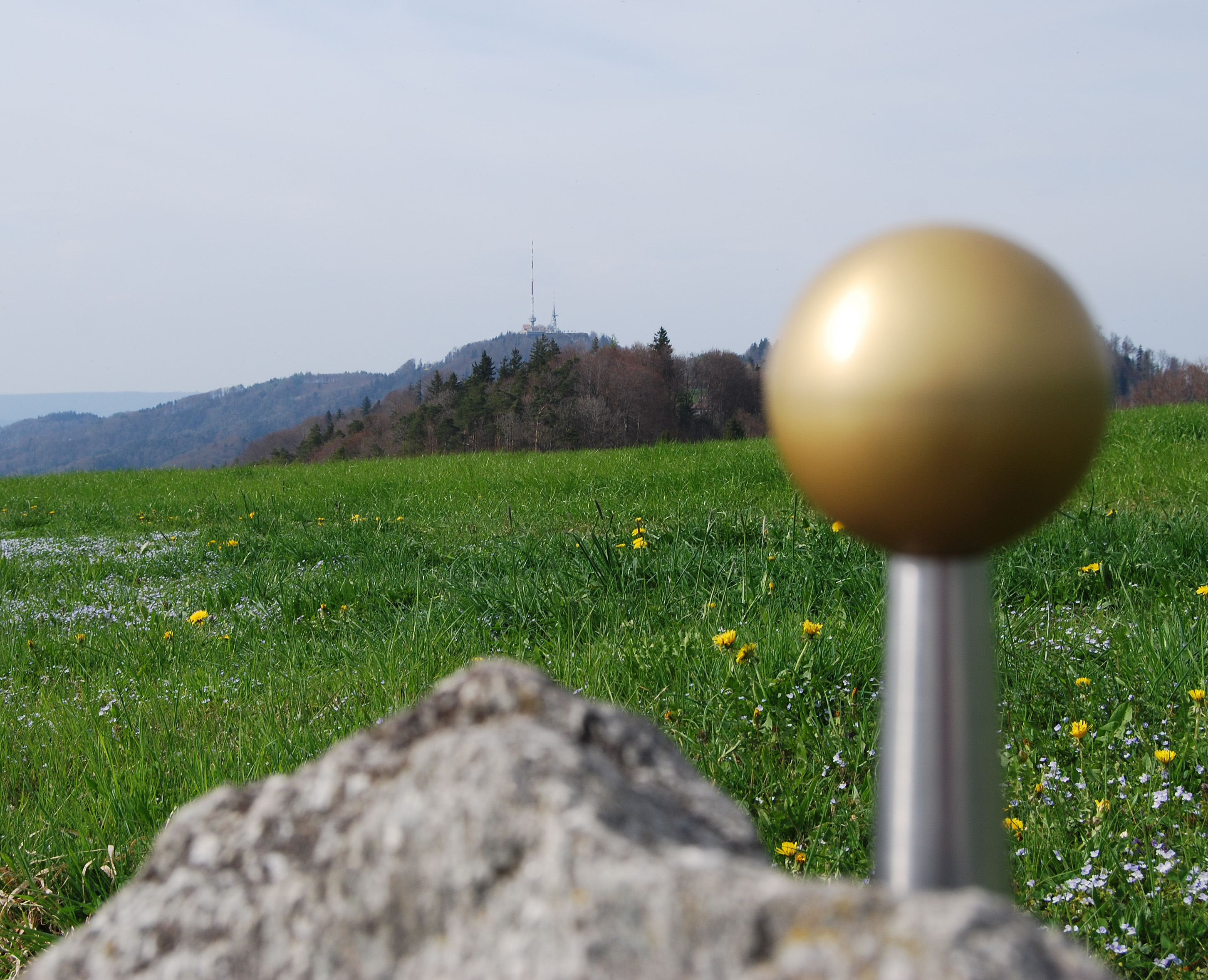
Modell des Neptuns mit Blick auf den Uetliberg